# Klaus Ring

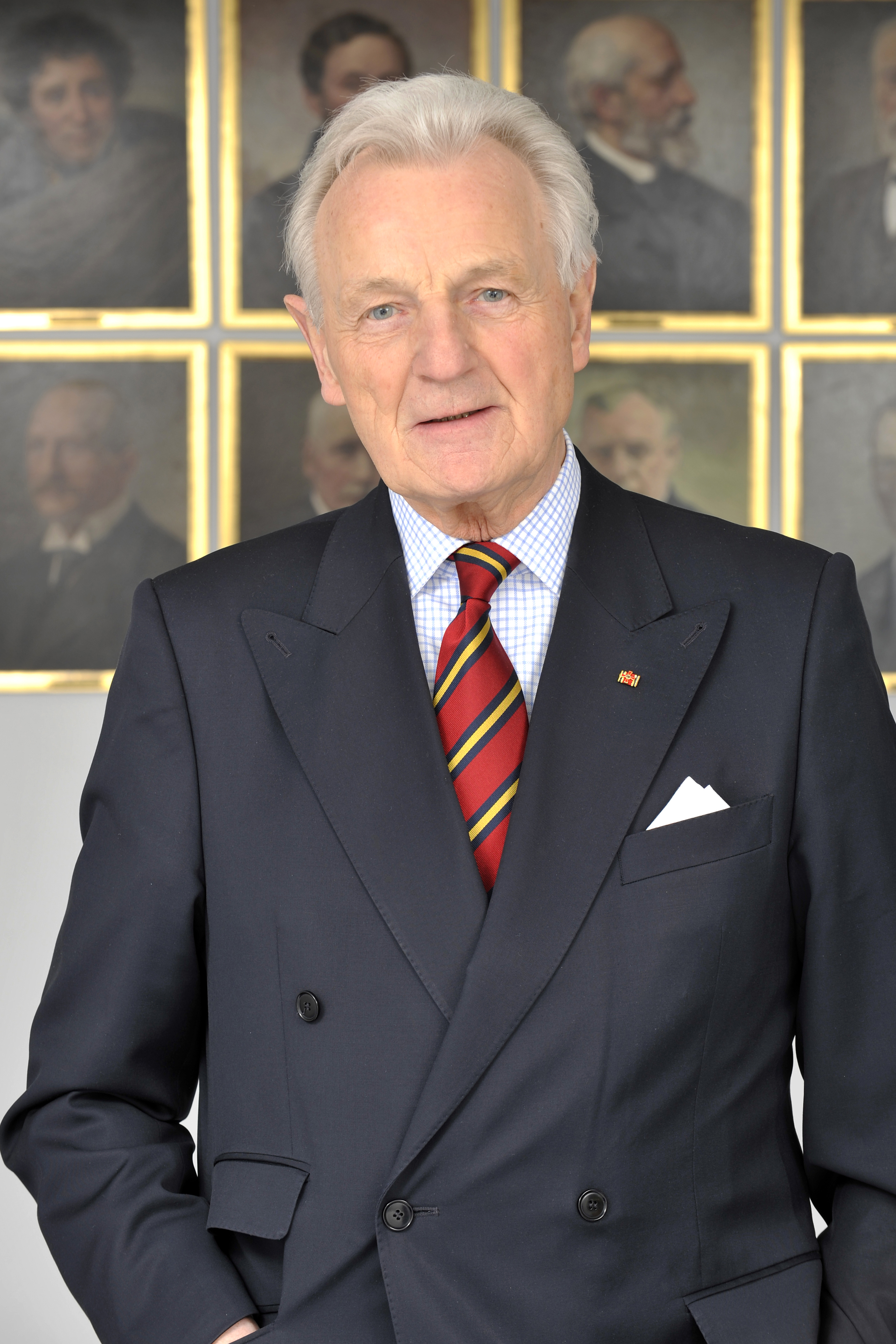
Klaus Ring vor der Präsidentengalerie der Polytechnischen Gesellschaft (2008)

Klaus Ring (* 25. Februar 1934 in Köln) ist ein deutscher Mikrobiologe. Von 1986 bis 1994 war er der vierte Präsident der Johann Wolfgang Goethe-Universität in Frankfurt am Main.

## Leben
Ring studierte Mikrobiologie und Biochemie an den Universitäten in Göttingen, Frankfurt am Main und Kiel und wurde 1962 in Kiel promoviert. 1968 folgten die Habilitation und die venia legendi für Allgemeine Physiologische Chemie in Frankfurt am Main. Nach mehreren Aufenthalten im Ausland erhielt Ring 1971 einen Ruf auf die neu geschaffene Professur für Mikrobiologische Chemie im Fachbereich Medizin der Goethe-Universität. Diese Tätigkeit schloss die Leitung der gleichnamigen Abteilung am Gustav-Embden-Zentrum der Biologischen Chemie ein. Rings wissenschaftliche Schwerpunkte lagen in dieser Zeit auf der Struktur und Funktion biologischer Membranen. Auslandsaufenthalte führten ihn unter anderem als British Council Gastprofessor an das Biochemistry Department der University of Hull (1974) sowie als Gastwissenschaftler an das Biochemische Laboratorium der Universität Utrecht (1978–1979). Das European Journal of General Microbiology berief ihn in sein Advisory Board.
Von 1980 bis 1986 diente Klaus Ring in Frankfurt als Prodekan für Vorklinik und Forschung, als Vorstandsmitglied des Universitätsklinikums sowie als Mitglied des Universitätssenats. 1986 wurde er zum Präsidenten der Goethe-Universität gewählt. In seiner Zeit als Frankfurter Universitätspräsident wurde Ring für die von ihm initiierte Ringvorlesung Beruf als Erfahrung kritisiert, die Wirtschaftsführern (Ring) zu Wort kommen lassen sollte, ohne ihre zumeist nationalsozialistische Vergangenheit zu thematisieren.
Von 1988 bis 1994 war er parallel Vizepräsident der Westdeutschen Rektorenkonferenz (1988 bis 1991 Vizepräsident für Organisation und Zulassung, 1991 bis 1994 Vizepräsident für internationale Beziehungen). Von 1991 bis 1994 wirkte Ring zudem als Präsidiumsmitglied des Comité de Liaison (der späteren Europäischen Rektorenkonferenzen) in Brüssel, zuvor war er von 1988 bis 1991 für den Wissenschaftsrat tätig (Mitglied des Ausbauausschusses).
1994 wechselte Ring als Geschäftsführer zur Stiftung Lesen nach Mainz; im Jahr 2003 wurde er zum Wissenschaftlichen Direktor derselben ernannt. Von 2004 bis 2014 war er ehrenamtlicher Präsident des Frankfurter Bürgervereins Polytechnische Gesellschaft; in dieser Funktion gründete er die Stiftung Polytechnische Gesellschaft im Jahre 2005 und übte für selbige von 2005 bis 2008 das Amt des Vorstandsvorsitzenden sowie von 2005 bis 2014 die Funktion des Stiftungsratsvorsitzenden aus. Ring verkaufte 2005 gemeinsam mit dem Bankier Paul Wieandt die zu 60 Prozent im Besitz der Polytechnischen Gesellschaft befindliche Frankfurter Sparkasse von 1822. Mit dem Verkaufserlös konnte er, gemeinsam mit der damaligen Vizepräsidentin der Polytechnischen Gesellschaft, Henriette Kramer, den Aufbau der neuen Stiftung Polytechnische Gesellschaft finanzieren.

## Mitgliedschaften
Klaus Ring ist oder war kooptiertes Mitglied der Enquéte Kommission des Deutschen Bundestags „Kultur in Deutschland“ (früher Bildungsförderung), der Deutschen Literaturkonferenz im Deutschen Kulturrat, Mitglied des Vorstands der Gutenberg-Gesellschaft und des Kuratoriums der Villa Vigoni in Loveno di Menaggio. In Frankfurt am Main wirkt bzw. wirkte er in der Administration der Dr. Senckenbergische Stiftung sowie in diversen Kuratorien (unter anderem Städelsches Kunstinstitut, Literaturhaus Frankfurt und Historisches Museum Frankfurt) und im Hochschulrat der Hochschule für Musik und Darstellende Kunst Frankfurt am Main.
Er war ferner Vorsitzender des Stiftungsrats der Paul-Ehrlich-Stiftung, Vorstandsmitglied des Georg-Speyer-Hauses, Mitglied des Kuratoriums des DAAD sowie kooptiertes Mitglied der Vollversammlung der IHK Frankfurt am Main und Mitglied des Unternehmensbeirats der Messe Frankfurt GmbH. Tätigkeiten in den Vorständen oder Kuratorien wissenschaftsnaher Unternehmensstiftungen verbinden ihn etwa mit der Hoechst AG und der Degussa AG.
Ehrenmitgliedschaften wurden Ring seitens folgender Vereinigungen zuteil: Freunde der Universitätsbibliothek Johann Christian Senckenberg (2013), Kunstgewerbeverein Frankfurt am Main und Polytechnische Gesellschaft (jeweils 2014). Ring gehört keiner politischen Partei an.

## Schriften (Auswahl)
- Lehrbuch der Physiologischen Chemie. Mit Werner Groß und Edgar Lodemann, VCH, Weinheim 1989, ISBN 3-527-15350-0.
- Lesen in der Informationsgesellschaft – Perspektiven der Medienkultur. Herausgegeben von Klaus Ring, Klaus von Trotha und Peter Voß, Nomos, Baden-Baden 1997, ISBN 3-7890-4825-9.
- Frankfurt für alle. Handlungsperspektiven für die internationale Bürgerstadt Frankfurt am Main. Denkschrift zur Stadtentwicklung Frankfurts von AS & P – Albert Speer junior und Partner, 2009. Hierfür schrieb er das Kapitel über Frankfurt als Wissenschaftsstadt.
- Zahlreiche fachwissenschaftliche Einzelpublikationen sowie Veröffentlichungen zu Fragen der Bildung in der Informationsgesellschaft.

## Auszeichnungen
- 2016: Deutscher Stifterpreis für die Polytechnische Gesellschaft, insbesondere für die von Ring initiierte Gründung der Stiftung Polytechnische Gesellschaft
- 2013: Ehrenplakette der Stadt Frankfurt am Main
- 2007: Bundesverdienstkreuz I. Klasse
- 2004: Medaille „Förderer des Buches“ (Börsenverein des Deutschen Buchhandels)
- 1988: Auswärtiges Korrespondierendes Mitglied der ČSAV (Tschechoslowakische Akademie der Wissenschaften, Prag)
- 1992: Commendatorekreuz (Komtur) des Ordine al Merito della Repubblica Italiana (Verdienstorden der Italienischen Republik)
- 1989: Gregor-Mendel-Medaille in Gold der ČSAV (Tschechoslowakische Akademie der Wissenschaften) / Karls-Universität Prag